# Exiled (film)
Exiled  (放‧逐S, Fong jukP) è un film del 2006 diretto da Johnnie To.

## Trama
Due sicari vengono mandati da un boss ad uccidere un traditore dell'organizzazione. Sul luogo della missione si scontrano con altri due sicari incaricati di proteggere il traditore. Tra i cinque personaggi (le due coppie di sicari e il bersaglio) nasce un forte legame e il gruppo si allea per sconfiggere il boss, che ora li considera tutti traditori.